# Квінт Бебій Макр
Квінт Бебій Макр (? — після 117) — державний діяч Римської імперії, консул-суффект 103 року.

## Життєпис
Походив з роду Бебіїв. Про батьків немає відомостей. Успішна кар'єра розпочалася за правління імператора Траяна. З 100 до 101 року як проконсул керував провінцією Бетика. У 103 році став консулом-суффектом разом з Публієм Метілієм Непотом. У 113 році призначено імператорським легатом—пропретором провінції Дакія. У 117 році став префектом Риму. Подальша доля невідома.